# موفق باشی چاک
موفق باشی چاک (به انگلیسی: Good Luck Chuck) یک فیلم کمدی رمانتیک محصول سال ۲۰۰۷ با بازیگری دین کوک و جسیکا آلبا است. در این فیلم، زنان «عشق حقیقی» خود را پس از داشتن رابطه جنسی با یک دندان‌پزشک به نام چاک (دین کوک) پیدا می‌کنند. چاک با یک دختر به نام کم (جسیکا آلبا) آشنا می‌شود و سعی می‌کند به عشق حقیقی او تبدیل شود. این فیلم در سینماها در تاریخ ۲۱ سپتامبر ۲۰۰۷ افتتاح شد؛ البته منتقدان فیلم، آن را به‌شدت، نقد کردند. یکی از پوسترهای سینمایی موفق باشی چاک-که تقلیدی از تصویر روی جلد معروف رولینگ استون (گرفته‌شده به‌دست آنی لیبویتز) است در آن، جان لنون و یوکو اونو را در حالت‌های مشابه نشان داده است.